# Gustave de Smet
Gustave de Smet (Gand, 21 gennaio 1877 – Deurle, 8 ottobre 1943) è stato un pittore belga.

## Biografia
Figlio di Jules de Smet, pittore e decoratore, studiò a Gand sotto la guida di Jean Delvin, membro fondatore del "Groupe des XX".

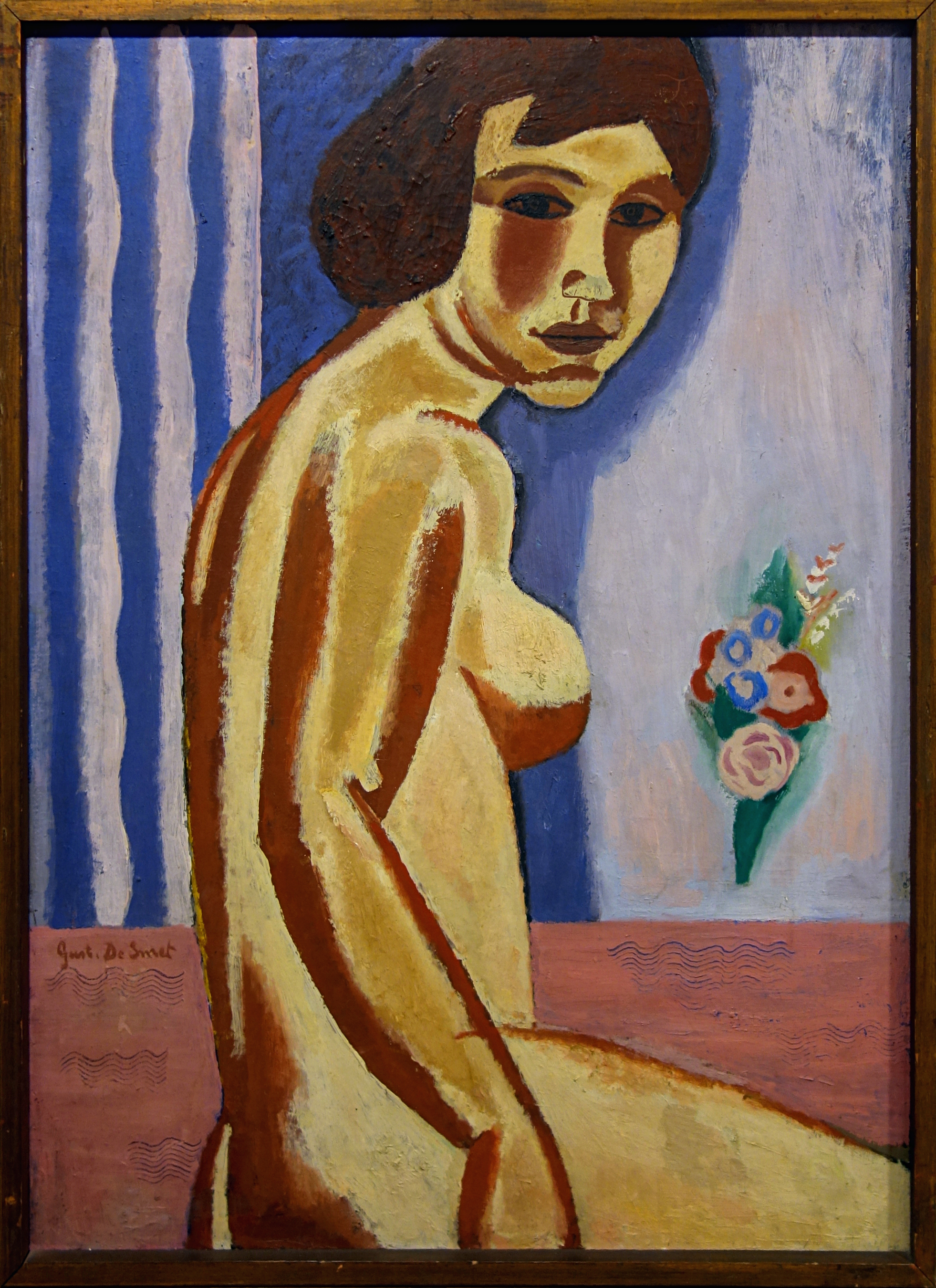
Donna nuda con bouquet di fiori, 1931, Kunstmuseum aan Zee, Ostenda

Dopo un periodo trascorso a studiare l'Impressionismo, fondò assieme ad un gruppo di artisti e letterati costituito, tra gli altri, da Albert Servaes, Maurice Sijs, Van der Berghe, la "Seconda scuola di Laethem".
Sposò Augusta van Hoorebeke il 19 febbraio 1898; il loro figlio Firmin sarebbe poi morto in un incidente ferroviario durante la prima guerra mondiale.
Se in una prima fase creativa, partendo dalla tradizione realistica, Gustave de Smet evidenziò il suo occhio contemplativo in una risoluzione di oggetti veri e umani raffigurati tramite uno stile energico e tinte chiare, dopo la sua partecipazione all'Espò di Bruxelles avvenuta nel 1910, condivise le nuove tendenze innovative.
L'influenza di Émile Claus indirizzò Gustave de Smet verso un luminismo emozionale basato sul rapporto fra colori e forma della composizione. In un'epoca segnata dalle ricerche poetiche e dal gusto romantico, Gustave de Smet optò per soggetti simbolisti a sfondo allegorico e mitologico.
Nell'agosto del 1914, la famiglia De Smet fuggì nei Paesi Bassi, assieme a Frits Van den Berghe. la conoscenza dell'arte moderna ad Amsterdam lo fece avvicinare alle avanguardie internazionali e in particolare con l'espressionismo.
Insieme a Van den Berghe, visse ad Amsterdam e poi a Blaricum.
A partire dalla fine della prima guerra mondiale, mostrò la tendenza a ricercare il senso di ordine, di geometria, di armonia rigorosa all'interno di un'atmosfera lirica.
Le sue esigenze di ordine, di armonia rigorosa, si concretizzarono grazie alla conoscenza della metafisica italiana e del Cubismo francese, e difatti i suoi «Manichini stregati» furono considerate opere parallele ai migliori lavori italiani del terzi decennio del XX secolo .
Dopo un ulteriore percorso evolutivo che lo portò ad affiancare il post-cubismo e il costruttivismo, la sua conversione al Cattolicesimo, avvenuta nel 1933, si manifestò con il ritorno verso una maggiore chiarezza compositiva e una maggiore semplicità formale.
Le sue opere, tra le quali, I mangiatori di mitilli, La donna dal corsetto blu, Il cacciatore, Il villaggio, La piccionaia, Il grande ballo, Beatrice, risultarono importanti come punto di riferimento per la nuova pittura belga.

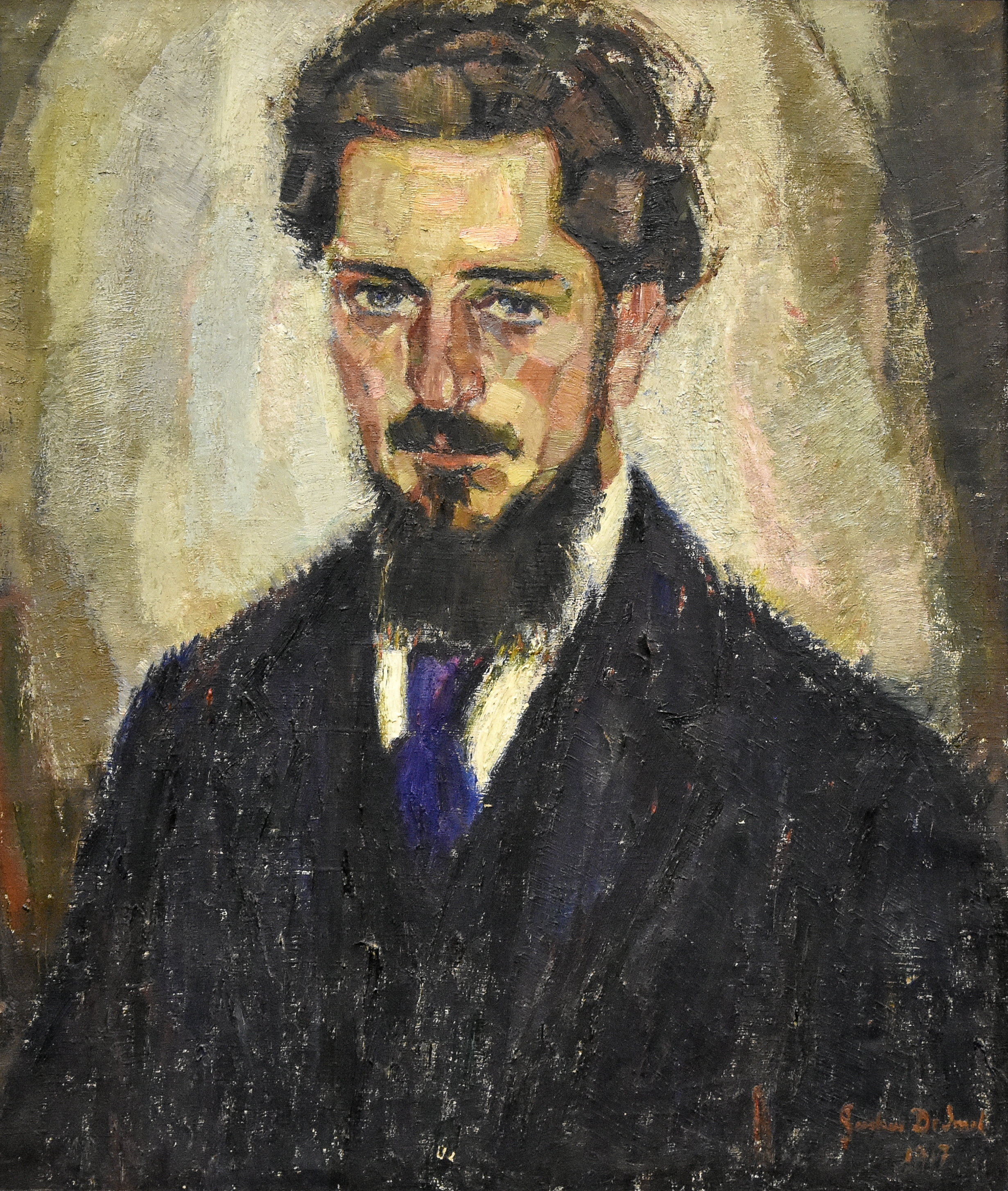
Ritratto di Leo Van Puyvelde, 1917, Museo di belle arti, Gand
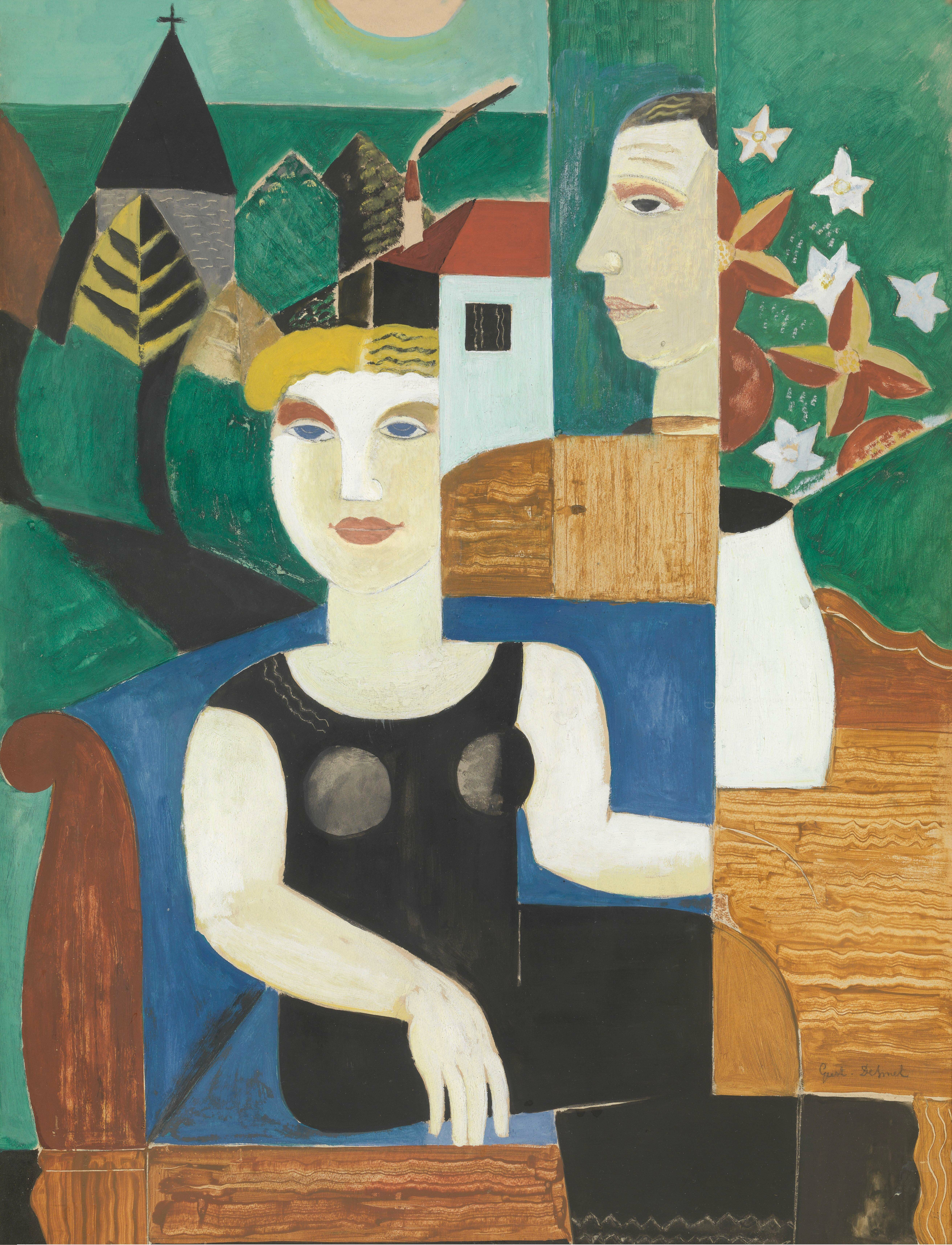
L'artista e sua moglie, 1927, Museo di belle arti, Gand
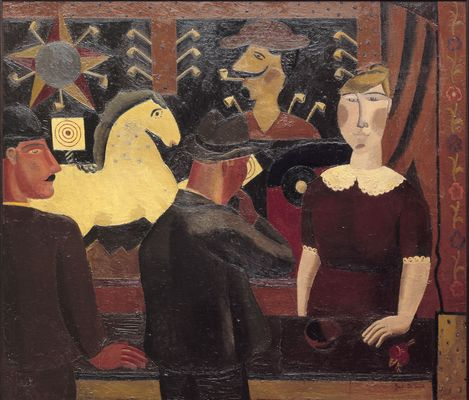
Il grande tiro al bersaglio, 1923, Groeningemuseum, Bruges
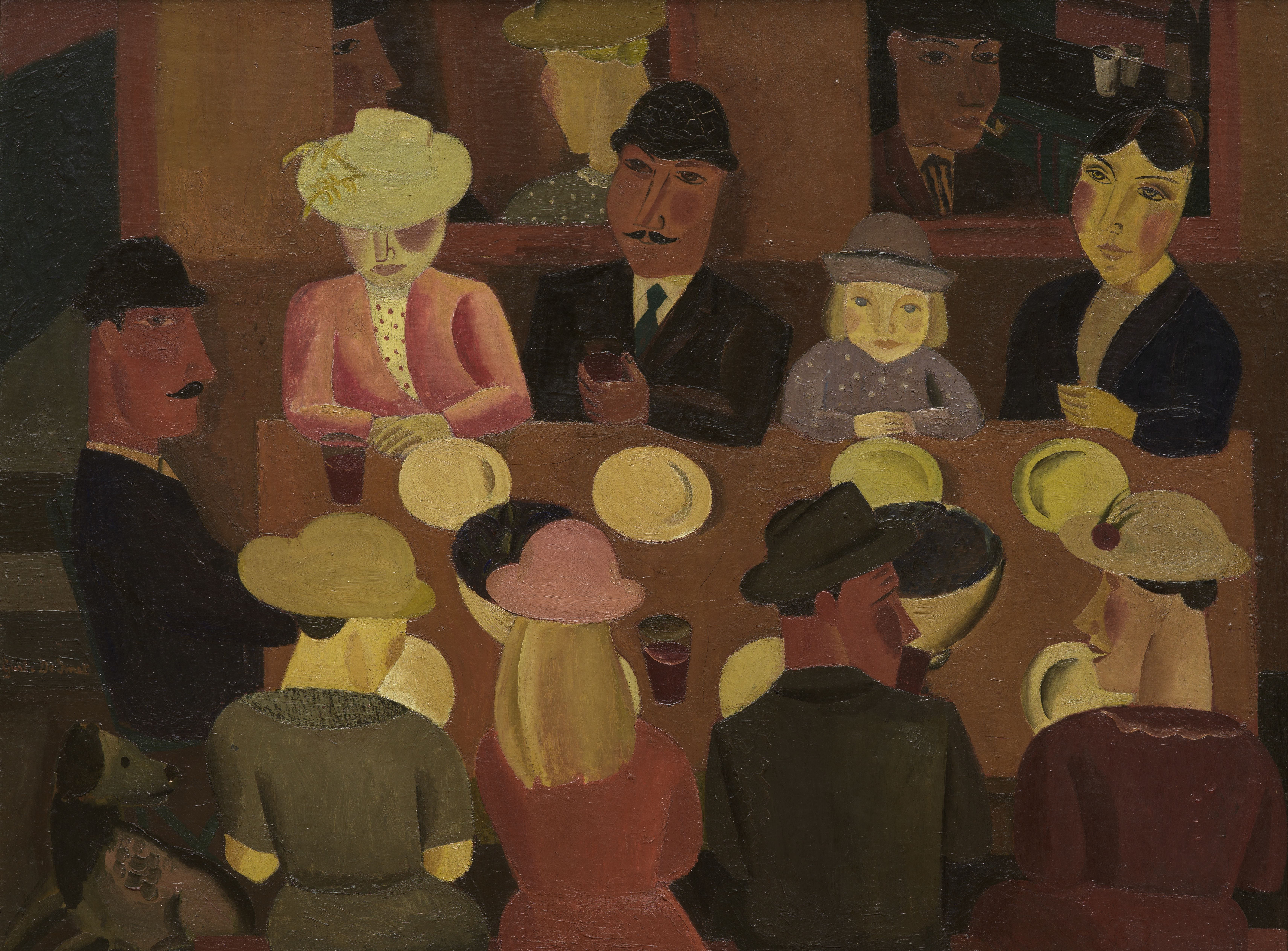
I mangiatori di cozze, 1923, Museo Reale di Belle Arti, Anversa

## Opere
- Stilleven met fruit (1906) immagine
- La Femme au rosier (1912) immagine
- Korenakker te Blaricum (1915) immagine
- Oude Boerderij (Blaricum) (1916) immagine
- De grote schietkraam (1923) immagine
- Les Jeunes Capitaines (1927) immagine
- Het goede huis (1927) immagine
- Jeune paysanne (1928) immagine
- Le Canapé bleu (1928) immagine
- La Famille (1933) immagine
- Grazing Cow (1935) immagine
- Le Verger de l'église (1935)
- Béatrice (1923), Musées Royaux des Beaux-arts, Bruxelles